# Parque nacional Point Pelee
El Parque nacional Punta Pelee («Point Pelee National park») es un parque nacional canadiense situado en el sudoeste de la provincia de Ontario, en la costa del condado de Essex. Consiste en una península de tierra, principalmente de bosques y hábitats de las marismas, que disminuye a un punto fuerte, ya que se extiende en el lago Erie. 

## Creación del parque
El parque nacional fue creado en el año 1918, a instancia de los observadores de aves y cazadores, la pesca comercial en el parque se llevó a cabo hasta el año 1969 y se permitió cazar patos hasta el año 1989. 

## Middle Island (Isla de Medio)
Middle Island (isla de Medio) también forma parte del Parque nacional Punta Pelee, fue adquirido en el año de 2000 y se encuentra justo al norte de la frontera entre EE. UU. y Canadá en el lago Erie. Es el parque más meridional, y también las tierras, de Canadá.